# 朱翊𨥌
參數所指定的目標頁面不存在，建議更正成存在頁面或直接建立下列一個頁面（建立前請先搜尋是否有合適的存在頁面可以取代）：
- 樊山王

樊山王朱翊𨥌（1568年3月20日—1626年），字匡鼎，号隐真子；又字孟尝、号震岳，明朝宗室、诗人，明仁宗子荆宪王朱瞻堈六世孙，樊山王朱載坅庶长子，明朝第五代樊山王。

## 生平
朱翊𨥌于萬曆十三年（1585年）获册封为郡王长子。
萬曆二十五年（1597年），父朱載坅逝世。
萬曆二十八年（1600年），明世宗遣定西侯蔣建元爲正使持節，太史劉孔當爲副使捧冊，封朱翊𨥌为樊山王。
萬曆三十六年（1607年），四十大壽，荊定王朱由樊畫有盤石綠竹圖，上題長律一篇祝壽，朱翊𨥌作有感懷詩以記此事。
萬曆四十五年十二月十八日（1618年1月14日），由庶長子朱常滄代理府事。
天啟六年（1626年）十二月十六日，因朱翊𨥌過世，明熹宗派遣行人凌義渠等人前往其王府掌行葬礼。后来，朱常滄袭封第六代樊山王。
据咸豐《蘄州志》记载，朱翊𨥌自幼天资聪颖，一目十行，博闻强识，长于诗词，著有作品集《廣讌堂集》二十四卷、诗话《震岳诗话》、《道德經說奧》二卷；其中《广讌堂集》仍流传于世，其诗风近似白居易。与父朱載坅一样不慕名利，禮賢下士。又与弟镇国将军朱翊𨬑、朱翊⿱朔金和睦相处，兄弟三人曾共居一楼台，创建了诗社花萼社，在蕲州地区享有声誉。后世一些学者也认为朱翊𨥌与二弟创立的花萼社对吴承恩《西游记》的创作产生了一定影响。

## 家庭

### 妻妾
宮媵：劉氏，早卒，朱翊𨥌爲其撰墓誌銘，又作《無題》二十二首悼亡。

### 子孫
- 庶長子：樊山王朱常滄，字玄晏[13]，號祖符[14]，爲其父刊行《廣讌堂集》二十四卷[15]
- 次子[16]：朱常𣲂[17]，其居室名寓言館[18][19]
- 第三子：朱常𣸄[17][20][19]
- 子：朱常泗[17][19]，天啟六年（1626年）四月，筆授周至德爲《廣讌堂集》作序[21]
- 子：朱常浲[17][19]
- 子：朱常⿰氵𮗺[17][19]
- 子：朱常𣽘[17][19]
- 孫：朱由橘[22]

### 女
- 長女：朱氏，嫁李世乘[23]
- 女：朱氏，嫁劉允寧[19]
- 女：朱氏，嫁陳及弼[19][20]
- 女：朱氏，嫁金天宿[19]
- 女：朱氏，嫁傅若契[19]，號玄祖[14]

## 分歧記載
咸豐《蘄州志》記載其「年七十薨」，與《廣讌堂集》諸詩年齡不合。